# Pilot Grove (Missouri)
Pour les articles homonymes, voir Pilot Grove.
Pilot Grove est une petite ville du comté de Cooper dans le Missouri, aux États-Unis. La population est de 768 habitants au recensement de 2010.

## Géographie
Pilot Grove est situé à proximité du centre du comté, au nord d'Otterville et de Syracuse.